# Steve Fossett

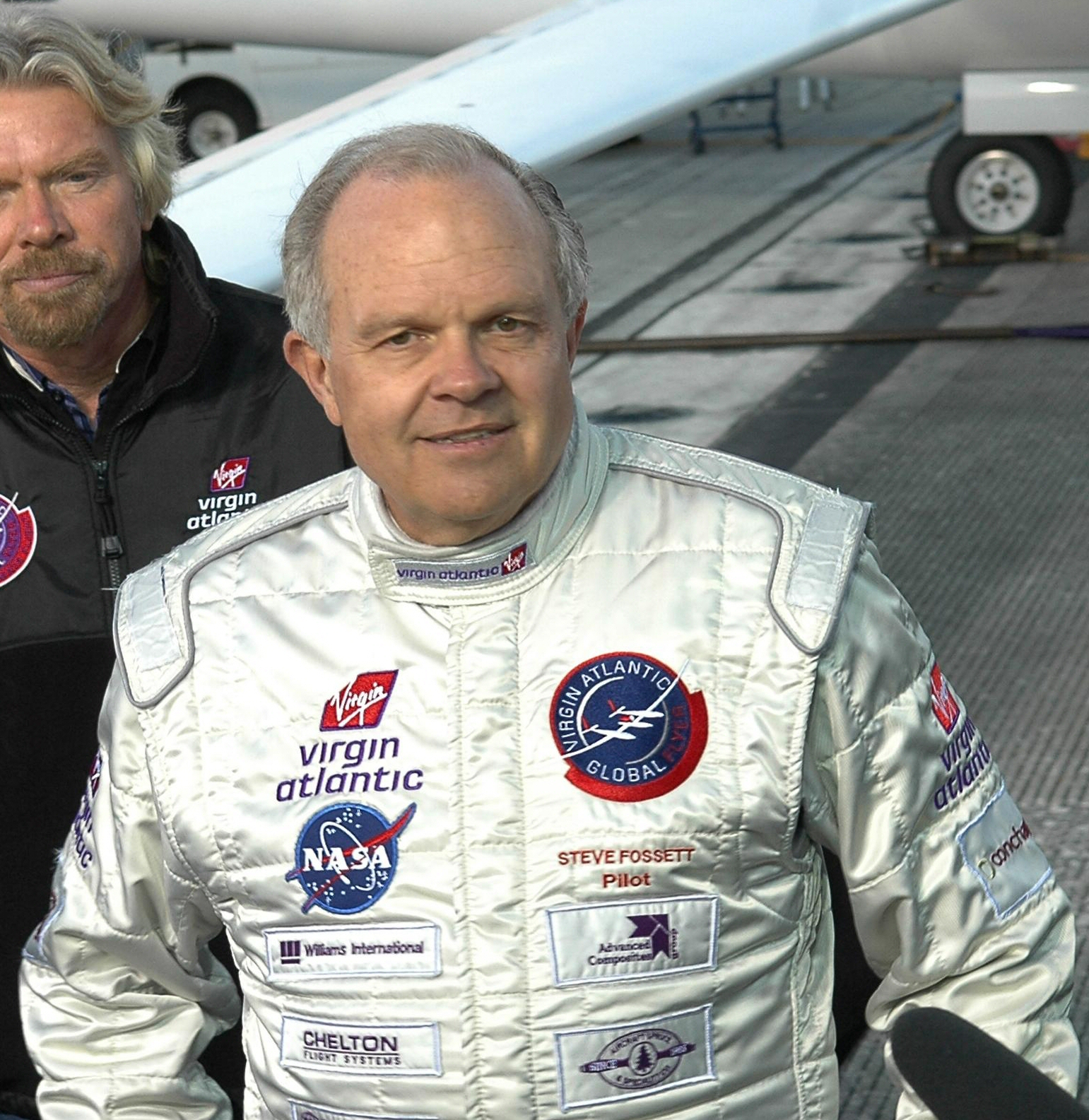
Steve Fossett vor seinem Flug im Februar 2006 (im Hintergrund Richard Branson)

James Stephen „Steve“ Fossett (* 22. April 1944 in Jackson, Tennessee, USA; † 3. September 2007 in Mammoth Lakes, Kalifornien) war ein amerikanischer Milliardär, Flugpionier, Regattasegler und Miteigentümer des Unternehmens Scaled Composites. Am 3. September 2007 startete Fossett zu einem Flug, bei dem er nicht am Ziel ankam. Er wurde zunächst als verschollen und am 15. Februar 2008 offiziell für tot erklärt. Mehr als ein Jahr später wurden das Flugzeugwrack und sterbliche Überreste entdeckt. Am 3. November 2008 wurde Fossetts Tod durch eine DNA-Analyse bestätigt.

## Leben
Fossett wuchs in Garden Grove (Kalifornien) auf und schloss im Jahr 1966 sein Studium der Wirtschaftswissenschaften an der Stanford University mit einem Bachelor in Volkswirtschaft ab. 1968 erhielt er seinen MBA von der Olin School of Business an der Washington University in St. Louis, Missouri, und wurde dort später ein Mitglied des Board of Trustees. Fossett wurde ein erfolgreicher Börsenhändler in Chicago und gründete seine eigene Firma Marathon Securities. Später zog er nach Beaver Creek, Colorado.
Er war Mitglied der Royal Geographical Society und von The Explorers Club.
Seit seiner Jugend war Fossett Mitglied der Pfadfinderbewegung. Von den Boy Scouts of America wurde er mit dem Distinguished Eagle Scout Award für sein gesellschaftliches Engagement nach seiner aktiven Pfadfinderzeit ausgezeichnet. Fossett war von 2005 bis 2006 Mitglied des World Scout Committee der World Organization of the Scout Movement.
Er war ab 1968 mit Peggy Viehland verheiratet. Das Paar hatte keine Kinder.

## Abenteuer und Rekorde

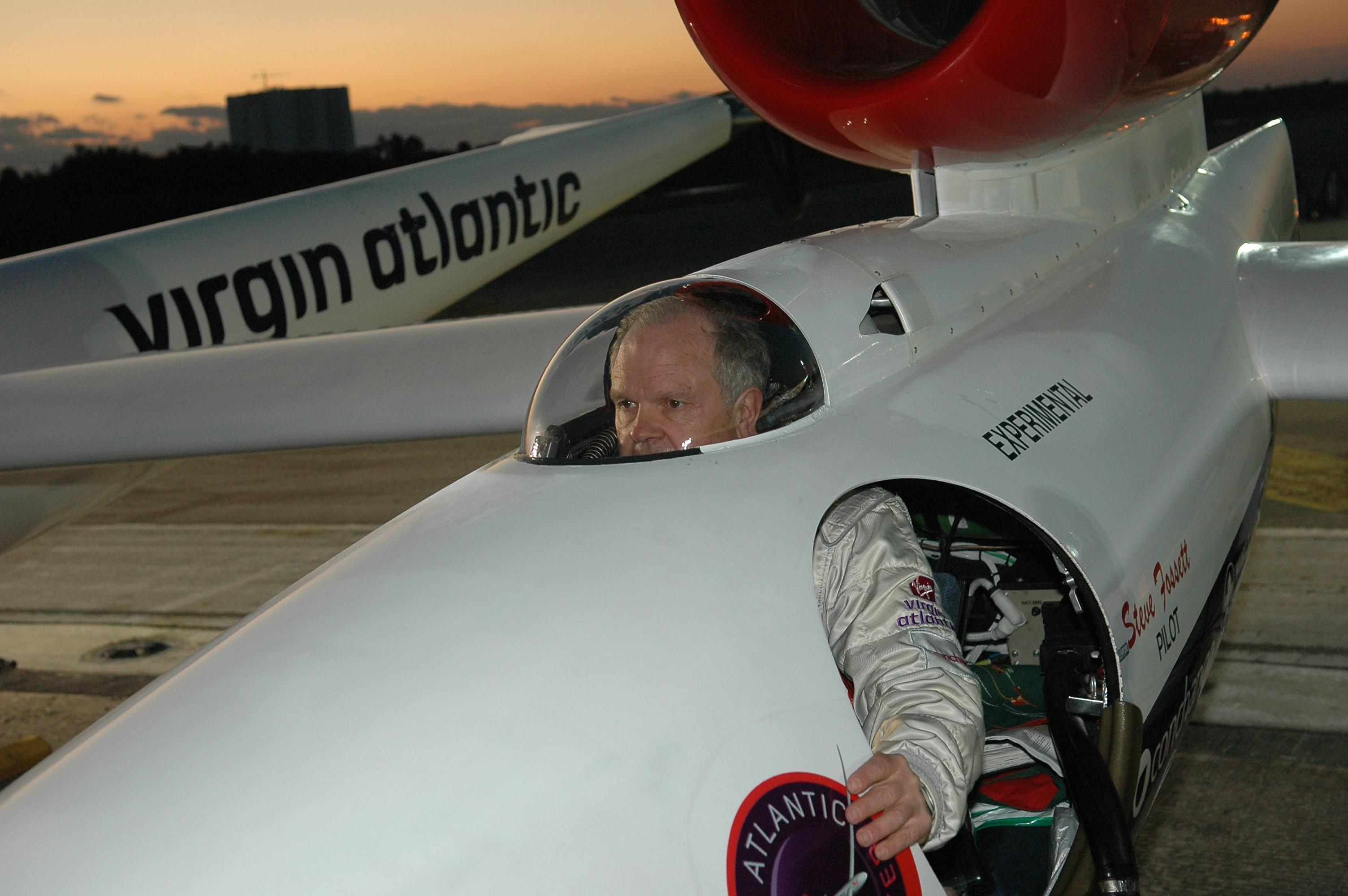
Fossett im GlobalFlyer

Fossett wurde durch eine Reihe von Rekorden bekannt, die er insbesondere als Segler, Pilot von Motor- und Segelflugzeugen und als Ballonfahrer aufstellte. Bei einigen seiner Rekorde wurde er von Richard Branson unterstützt.

### Luftfahrt
Im Jahr 1995 vollendete Fossett als erster Mensch vom 17. Februar bis zur Landung am 21. Februar die Überquerung des Pazifischen Ozeans in einem Ballon. Er war in Südkorea gestartet und ging nach einer Fahrt über 8.748 Kilometer im kanadischen Leader in der Provinz Saskatchewan nieder.
Er war einer der Wettbewerber, der mit seinem Team die erste Nonstop-Weltumrundung im Ballon versuchte. Nachdem er dabei dem Schweizer Bertrand Piccard unterlag, unternahm er den Versuch in einer Alleinfahrt. Vom 19. Juni bis 3. Juli 2002 in etwa 14 Tagen schaffte der damals 58-jährige Milliardär nach fünf gescheiterten Anläufen die erste Allein-Nonstop-Weltumrundung ab Perth in einem Ballon. Diese Zeit wurde 2016 von Fjodor Konjuchow ebenfalls ab Perth mit 11 Tagen unterboten.
Am 27. Oktober 2004 stellte Fossett, nachdem er im Herbst 2004 als 14. Pilot (von insgesamt nur 17) die Lizenz zum Führen eines Zeppelin NT erworben hatte, mit dem Schiff SN01 „Friedrichshafen“ einen neuen Geschwindigkeitsweltrekord für Luftschiffe auf. Er durchfuhr eine 1000-m-Messstrecke in beiden Richtungen mit einer Durchschnittsgeschwindigkeit von 111,8 km/h. Der Rekord wurde später von der Fédération Aéronautique Internationale (FAI) mit 115 km/h offiziell anerkannt. Der bisherige Rekord war am 19. Januar 2000 durch zwei Briten, Jim Dexter und Mike Kendrick, aufgestellt worden, welche mit einem Lightship A-60 93 km/h schnell geflogen waren.
Im März 2005 unternahm er die Weltumrundung mit dem von Burt Rutan konstruierten Spezialflugzeug Global Flyer. Vom 1. bis 3. März 2005 umrundete er als erster Pilot allein und ohne Zwischenstopp nach offiziellen Angaben in 67 Stunden, 2 Minuten und 38 Sekunden den Globus. Mit diesem Flug über 36.898,04 km wurden acht FAI-Rekorde aufgestellt. Start- und Zielflughafen war Salina im US-Bundesstaat Kansas.
Am 8. Februar 2006 um 7:22 Uhr Ortszeit startete Fossett mit dem Global Flyer (Modell 311 der Firma Scaled Composites, Registrierung 'N277SF') vom Kennedy Space Center in Florida zu einem weiteren Rekordflug. Ziel war ein neuer Langstreckenrekord: alleine und ohne Unterbrechung eine Strecke von 41.978 Kilometern zurückzulegen – 1.126 Kilometer mehr als Bertrand Piccard und Brian Jones 1999 mit dem Ballon zurückgelegt hatten. In 76 Stunden und 45 Minuten Flugzeit flog Fossett weit über die bisherige Bestmarke hinaus und legte bei einer Erdumrundung und zwei Atlantiküberquerungen 42.469 Kilometer zurück. Fossett landete am Abend des 11. Februar 2006 sicher in England, allerdings nicht auf dem vorgesehenen Flugplatz Kent International an der Nordseeküste: Wegen eines technischen Problems – beim Landeanflug auf Kent fiel der Generator aus – musste er etwas früher auf dem Flugplatz Bournemouth an der südenglischen Küste landen. Auch der 20 Jahre alte Streckenrekord für Nonstop-Flüge mit einem Motorflugzeug wurde gebrochen.

### Hochseesegeln, Schwimmen, Tiefsee
Steve Fossett stellte innerhalb von elf Jahren auch zahllose Bestmarken im Hochseesegeln auf, insbesondere mit dem Maxi-Katamaran Playstation (später in Cheyenne umbenannt). Unter anderem hielt er den Rekord für die schnellste Atlantiküberquerung in West-Ost-Richtung bzw. überhaupt (4 Tage, 17:28'06 Stunden, vom New Yorker Ambrose-Leuchtturm zum englischen Lizard Point), bis er von Bruno Peyron im Juli 2006 unterboten wurde, und ab 2003 die schnellste Atlantiküberquerung in Ost-West-Richtung (Ruta del Descubrimiento von Cádiz nach San Salvador: 9 Tage 13 Std 30 Min 18 Sek), die 2007 von Franck Cammas unterboten wurde. Von März 2004 bis Februar 2005 hielt Fossett den Rekord für die schnellste Weltumsegelung (58 Tage, 9:32'45 Stunden), der ihm anschließend vom vorherigen Rekordhalter Olivier de Kersauson wieder abgenommen wurde.
1985 durchschwamm er den Ärmelkanal, nachdem er für dieses Unternehmen das Schwimmen erlernt hatte.
Sein nächster Interessenbereich lag in der Tiefsee. Hierzu ließ er sich von der Firma Hawkes Ocean Technologies (H.O.T) in der San Francisco Bay Area das Tiefsee-Tauchboot Deep Flight Challenger entwickeln und bauen, das eine Tauchtiefe von 37.000 Fuß (ca. 11.300 m) erreichen kann. Es ist somit technisch in der Lage, die tiefste bekannte Meerestiefe (Witjastief 1; 11.034 m) zu erreichen und damit einen ultimativen Tiefentauchrekord aufzustellen. Durch seinen unerwarteten Tod konnte Fossett dieses Projekt jedoch nicht mehr verwirklichen.

## Verbleib und Tod
Am 3. September 2007 um 8:45 Uhr Ortszeit startete Fossett von Barron Hiltons Flying-M Ranch etwa 130 km südöstlich von Reno im US-Bundesstaat Nevada mit einem Leichtflugzeug vom Typ Super Decathlon von AviaBellanca Aircraft. Er flog in südliche Richtung und wollte nach trockenen Flussbetten Ausschau halten. Sein Flugzeug hatte Treibstoff für einen vier- bis fünfstündigen Flug. Etwa sechs Stunden nach dem Start meldete ein Freund Fossett als vermisst. Eine eingebaute Notfunkbake, die bei einem harten Aufprall aktiviert wird, sendete kein Notsignal. Das Flugzeug war mit einem Funkgerät ausgestattet, doch von Fossett kam keine Rückmeldung. Vorübergehend wurde auch angenommen, er habe zusätzlich eine Armbanduhr mit einem Notsignalsender bei seinem Flug getragen.
Zunächst wurde ein etwa 1500 km² großes Gebiet abgesucht, welches am 6. September auf 25.000 km², eine Fläche größer als das Bundesland Mecklenburg-Vorpommern, erweitert wurde. Die Civil Air Patrol in Nevada stellte die Suche ab 17. September 2007 weitgehend ein. Es war auch möglich, sich über Amazon Mechanical Turk oder ein Plug-in für Google Earth an der Suche nach seinem Flugzeug zu beteiligen. Dafür wurden aktuelle Satellitenbilder zur Verfügung gestellt. An der Auswertung beteiligten sich 50.000 Personen.
Ende September starteten fast einen Monat nach dem Verschwinden des US-Abenteurers rund 50 Helfer eine neue Suche nach Fossett zu Fuß und mit Pferden. Radar- und Satellitenbilder hatten zuvor mögliche Hinweise auf den Verbleib Fossetts geliefert, am 2. Oktober wurde die Suche jedoch wieder eingestellt.
Am 26. November 2007 stellte Fossetts Ehefrau den Antrag, ihren Mann offiziell für tot zu erklären. Am 15. Februar 2008 wurde dem Antrag durch einen Richter des Circuit Court von Cook County, Illinois, entsprochen.
Nach Medienberichten sollte die Suche jedoch Mitte Juli 2008 mit einer Expedition um den kanadischen Geologen Simon Donato wieder aufgenommen werden. Ende August wollte sich eine weitere Mannschaft um den US-Investor Robert Hyman auf die Suche begeben.
Lieutenant Colonel Cynthia Ryan von der US Civil Air Patrol äußerte im Sommer 2008, Fossett habe seinen Tod möglicherweise aufgrund finanzieller oder persönlicher Probleme inszeniert. Es gab in der Tat zahlreiche Ungereimtheiten rund um sein Verschwinden. So wäre etwa unklar, ob er überhaupt weggeflogen war. Dafür gebe es nur einen einzigen Zeugen. Außerdem sei seine Flugzeugwahl sehr außergewöhnlich gewesen. Die Super Decathlon war ein sehr leicht zerlegbares Leichtflugzeug. Eine ähnliche Meinung vertrat der Versicherungsdetektiv Robert Davis.
Am 29. September 2008 wurden verwitterte Gegenstände Fossetts von einem Wanderer in einer Bergregion zwölf Kilometer nordwestlich von Mammoth Lakes in Kalifornien entdeckt, darunter ein Pullover, mehrere Hundert-Dollar-Noten sowie Führer- und mehrere Flugscheine, die seinen Namen tragen. Diese Gegend liegt östlich der Gipfelgruppe The Minarets etwa 105 km südlich des Abflugortes. Kurz darauf wurde auf Luftaufnahmen 520 Meter entfernt von der Fundstelle ein Flugzeugwrack entdeckt (37° 40′ 2″ N, 119° 7′ 59″ W). Der amerikanische Polizeisprecher John Anderson bestätigte am 2. Oktober 2008, dass es sich dabei um Fossetts Flugzeug handelte, das in etwa 3200 Metern Höhe gegen einen Berg geprallt war.
Im Flugzeugwrack wurden auch Leichenteile gefunden. Eine DNA-Analyse sollte Gewissheit bringen. Allerdings waren diese Überreste zu gering, um eine Identifizierung zu ermöglichen. Am 29. Oktober 2008 wurden in der Nähe der Absturzstelle weitere menschliche Überreste sowie Turnschuhe, Kreditkarten und der Führerschein Fossetts gefunden. Die nun gefundenen Knochen waren groß genug, um eine DNA-Analyse im Labor durchführen zu lassen. Wie am 3. November 2008 mitgeteilt wurde, bestätigte die Analyse, dass die Knochen von Steve Fossett stammen.
Rund 22 Monate nach dem Unglück teilten Experten des National Transportation Safety Board mit, dass Fossetts Maschine in einem Gewitter offenbar in Abwinde geraten war. Das gebirgige Gelände an der Absturzstelle hatte vermutlich zu dem Unfall beigetragen.

## Motorsport-Statistik

### Le-Mans-Ergebnisse
| Jahr | Team                  | Fahrzeug         | Teamkollege   | Teamkollege     | Platzierung | Ausfallgrund              |
| ---- | --------------------- | ---------------- | ------------- | --------------- | ----------- | ------------------------- |
| 1993 | Porsche Kremer Racing | Porsche 962C     | Robin Donovan | Almo Coppelli   | Ausfall     | Defekt an der Benzinpumpe |
| 1996 | Kremer Racing         | Kremer K8 Spyder | George Fouché | Stanley Dickens | Ausfall     | Unfall                    |

### Sebring-Ergebnisse
| Jahr | Team                            | Fahrzeug    | Teamkollege      | Teamkollege      | Teamkollege    | Platzierung | Ausfallgrund |
| ---- | ------------------------------- | ----------- | ---------------- | ---------------- | -------------- | ----------- | ------------ |
| 1993 | David Tennyson Racing Spice USA | Spice SE92P | Hugh Fuller      | François Migault | David Tennyson | Rang 11     |              |
| 1996 | Wheel Works Racing              | Courage C41 | Jean-Paul Libert | Rick Sutherland  |                | Ausfall     | Unfall       |